# Edda Seippel
Edda Seippel (19 de diciembre de 1919 - 12 de mayo de 1993) fue una actriz teatral, cinematográfica y televisiva de nacionalidad alemana.

## Biografía
Nacida en Brunswick, Alemania, se crio en esa ciudad junto a su hermano, estudiando en el Gymnasium Kleine Burg, aunque abandonó su formación sin graduarse. A los once años de edad quería ser bailarina de ballet, por lo que recibió entrenamiento como tal, subiendo al escenario a los catorce años en el Kabarett der Namenlosen de Berlín. Posteriormente fue actriz teatral, y en 1937 debutó en Neustrelitz, donde permaneció hasta 1938. Más adelante actuó en teatro itinerante de Coblenza, en el Deutsches Theater de Gotinga (1939/40) y en el Teatro de Breslavia (1940 a 1942). Desde 1942 a 1946, y desde 1950 a 1955 actuó en el Deutsches Schauspielhaus de Hamburgo, entre 1946 y 1949 en el Hamburger Kammerspiele, en 1949/50 en el Staatstheater de Stuttgart, y desde 1956 a 1958 en el Städtische Bühnen Frankfurt, en Fráncfort del Meno. Después fue actriz independiente, actuando en 1962 en el Teatro de Cámara de Múnich y más adelante en el Residenztheater de esa ciudad.
Seippel se dio a conocer a un público más amplio gracias a las adaptación a la pantalla de obras teatrales. Por su actuación en el film de Peter Schamoni Schonzeit für Füchse recibió en 1966 el Premio Filmband in Gold de los Deutscher Filmpreis. Su papel más famoso, sin embargo, fue el de Madre Kempowski en la adaptación de las novelas autobiográficas de Walter Kempowski Tadellöser und Wolff y Ein Kapitel für sich, que fue dirigida por Eberhard Fechner en los años 1970. En 1978 tuvo el papel protagonista de Sophie von Quindt en la serie televisiva Jauche und Levkojen, adaptación de la novela de Christine Brückner dirigida por Günter Gräwert. Otras producciones televisivas en las que actuó fueron Der Kommissar, Der Alte y Derrick.
En 1980 fue galardonada con el premio Verleihung der Goldenen Kamera por su trayectoria como actriz televisiva.
De entre sus actuaciones cinematográficas destacan su papel como madre de Robert Schumann en Frühlingssinfonie, de Peter Schamoni, y Ödipussi (1988), cinta dirigida por Loriot.
Edda Seippel falleció en Múnich, Alemania, en 1993, a causa de un cáncer. Fue enterrada en el Cementerio de Gräfelfing, en el Distrito de Múnich.

## Filmografía (selección)
- 1940 : Zwei Welten
- 1950 : Die wunderschöne Galathee
- 1961 : Schau heimwärts, Engel (TV)
- 1961 : Ein Augenzeuge (TV)
- 1962 : Die Feuertreppe (TV)
- 1963 : Strandgeflüster (TV)
- 1963 : Am Herzen kann man sich nicht kratzen (TV)
- 1964 : Die Zofen (TV)
- 1965 : Brooklyn-Ballade (TV)
- 1965 : Ein Wintermärchen (TV)
- 1966 : Schonzeit für Füchse
- 1966 : Die gelehrten Frauen (TV)
- 1967 : Der dritte Handschuh (serie TV)
- 1967 : Ein Fremder klopft an (TV)
- 1969 : Unser Doktor ist der Beste
- 1969 : Mathilde Möhring (TV)
- 1970 : Einladung ins Schloß (TV)
- 1971 : Oliver (TV)
- 1971 : Deutschstunde (TV)
- 1972 : Ein Chirurg erinnert sich (serie TV)
- 1973 : Ein Herz und eine Seele (serie TV), episodio Erntedankfest
- 1973 : Der Kommissar (serie TV), episodio Rudek
- 1973 : Der rote Schal (miniserie TV)
- 1973 : Die Gräfin von Rathenow (TV)
- 1974 : Eine ungeliebte Frau (TV)
- 1974 : Die Kurpfuscherin (TV)
- 1974 : Eine geschiedene Frau (miniserie TV)
- 1974 : Der zerbrochene Krug (TV)
- 1975 : Tadellöser & Wolff (miniserie TV)
- 1976 : Aus nichtigem Anlass (TV)
- 1976 : La marquesa de O
- 1976 : Der Hofmeister (TV)
- 1977 : Pariser Geschichten (serie TV), episodio Frisette
- 1977 : Haben Sie nichts zu verzollen? (TV)
- 1978 : Unsere kleine Welt (TV)
- 1978 : Der Pfingstausflug
- 1978 : Jauche und Levkojen (serie TV)
- 1978 : Großstadt-Miniaturen (serie TV), episodio Geschichten zwischen Kiez und Ku'damm
- 1979 : Ein Kapitel für sich (miniserie TV)
- 1979 : Die Geburt
- 1980 : Leute wie du und ich (serie TV)
- 1980 : Nirgendwo ist Poenichen (TV)
- 1981 : Es bleibt in der Familie (TV)
- 1982 : Der Alte (serie TV), episodio Der Überfall
- 1983 : Frühlingssinfonie
- 1983 : Der Raub der Sabinerinnen (TV)
- 1983 : Gin Romme (TV)
- 1984 : Polizeiinspektion 1 (serie TV), episodio Der Experte
- 1984 : Freundschaften (TV)
- 1984 : Mensch Bachmann (serie TV)
- 1984 : Heiraten ist immer ein Risiko (TV)
- 1986 : Tür an Tür (TV)
- 1987 : Die Schwarzwaldklinik (serie TV), episodio Spätes Glück
- 1987 : Wer erschoss Boro? (serie TV)
- 1988 : Ödipussi
- 1988 : Derrick (serie TV), episodio Da läuft eine Riesensache
- 1988 : Der Alte (serie TV), episodio Ein ganz gewöhnlicher Mord
- 1989 : Der Alte (serie TV), episodio Der Augenblick der Rache
- 1992 : Der Alte (serie TV), episodio Es war alles ganz anders

## Radio
- 1961 : Jan Rys: Verhöre, dirección de Fritz Schröder-Jahn (Norddeutscher Rundfunk)
- 1977 : Fred Kassack: Diskretion, dirección de Otto Kurth (Bayerischer Rundfunk)